# Atanazy (Nos)
Atanazy (světským jménem: Mirosław Nos; * 27. listopadu 1968, Stara Łuplanka) je polský duchovní Polské pravoslavné církve a biskup lodžský a poznaňský.

## Život
Narodil se 27. listopadu 1968 ve Staré Łuplance.
Studoval na zemědělské škole v Michałowě. Poté nastoupil na Varšavský pravoslavný duchovní seminář. Roku 1991 byl poslán na Pravoslavný teologický seminář Svatého Tichona v Spojených státech amerických, kde roku 1995 získal titul magistra teologie.
Roku 1996 byl přijat do Jabłeczynského monastýru, kde byl 27. března postřižen na rjasofora a rukopoložen biskupem lublinským a chełmským Abelem (Popławským) na diákona. Dne 27. srpna přijal postřih do malé schimy se jménem Atanazy na počest svatého Atanáše Brestského a 1. září byl vysvěcen na kněze. Následující rok započal studium na Athénské univerzitě.
Dne 4. května 1999 byl jmenován blagočinným Jabłeczynského monastýru a 15. ledna 2007 jeho představeným. Od 28. března 2011 zastával funkci blagočinného monastýrů Polské pravoslavné církve.
Dne 24. srpna 2017 jej Svatý synod zvolil biskupem lodžským a poznaňským. Biskupská chirotonie proběhla 24. září 2017. Hlavním světitelem byl metropolita varšavský a celého Polska Sáva.